# Milan Football Club 1932-1933
Questa voce raccoglie le informazioni riguardanti il Milan Football Club nelle competizioni ufficiali della stagione 1932-1933.

## Stagione

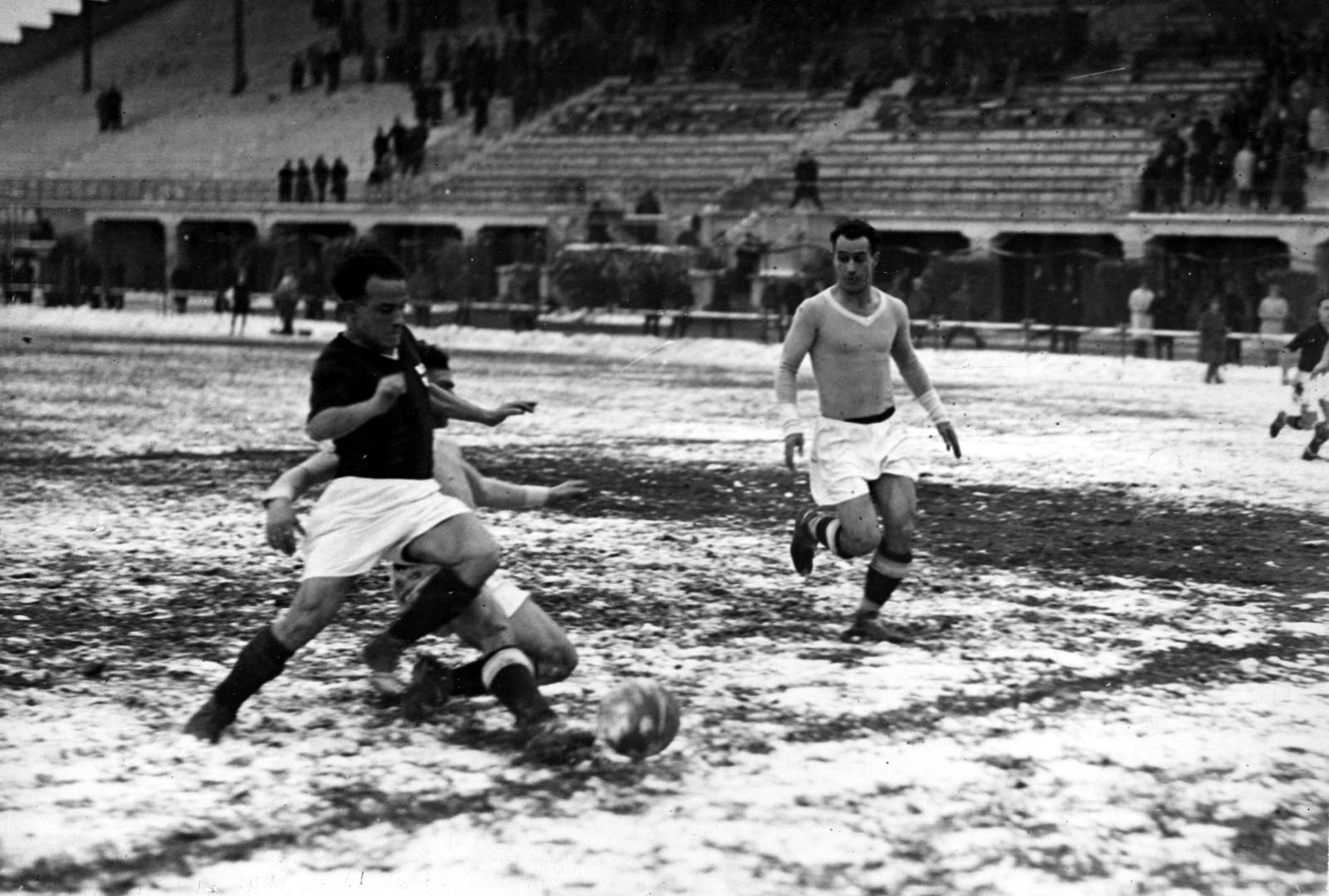
Il capitano Mario Magnozzi, alla sua ultima stagione in rossonero, alle prese con la difesa laziale nella sfida di San Siro del 25 gennaio 1933, giocata su di un terreno innevato.

In questa stagione il Milan non ripete l'ottimo campionato dell'anno precedente: disputa un torneo mediocre classificandosi 11º. Sugli scudi l'attaccante Mario Romani, neo-acquisto del calciomercato di questa stagione, che segna 19 reti in 31 incontri, vivendo la stagione migliore della sua carriera.
Il motivo di questa mediocrità va ricercata nella gestione della società, che era ancora legata al passato, quando il calcio era un'attività dilettantistica. Anche il rifiuto di perseguire una strategia che prevedesse l'acquisto di giocatori stranieri contribuisce a non far decollare la squadra.

## Divise
| Casa | Trasferta |

## Organigramma societario
Area direttiva
- Presidente: Mario Benazzoli (fino a luglio 1933)
Luigi Ravasco[2](da luglio 1933)

Area tecnica
- Allenatore: József Bánás

## Rosa
| N. |                   | Ruolo | Calciatore                |
| -- | ----------------- | ----- | ------------------------- |
|    | Italia (bandiera) | P     | Dario Compiani            |
|    | Italia (bandiera) | P     | Renato Guglielmo Lombardo |
|    | Italia (bandiera) | D     | Giuseppe Bonizzoni        |
|    | Italia (bandiera) | D     | Luigi Perversi            |
|    | Italia (bandiera) | D     | Francesco Pomi            |
|    | Italia (bandiera) | D     | Alessandro Schienoni      |
|    | Italia (bandiera) | C     | Aldo Biffi                |
|    | Italia (bandiera) | C     | Guerrino Cattaneo         |
|    | Italia (bandiera) | C     | Luigi Cresta              |
|    | Italia (bandiera) | C     | Pietro Maestroni          |
|    | Italia (bandiera) | C     | Mario Magnozzi (capitano) |

| N. |                   | Ruolo | Calciatore         |
| -- | ----------------- | ----- | ------------------ |
|    | Italia (bandiera) | C     | Mario Malatesta    |
|    | Italia (bandiera) | C     | Giuseppe Marchi    |
|    | Italia (bandiera) | C     | Luigi Oscar Moroni |
|    | Italia (bandiera) | C     | Renzo Pedezzi      |
|    | Italia (bandiera) | A     | Pietro Arcari      |
|    | Italia (bandiera) | A     | Attilio Kossovel   |
|    | Italia (bandiera) | A     | Giovanni Moretti   |
|    | Italia (bandiera) | A     | Mario Romani       |
|    | Italia (bandiera) | A     | Giulio Rossi       |
|    | Italia (bandiera) | A     | Giuseppe Torriani  |

### Staff tecnico
| Massaggiatore: | Luigi Clerici |

## Calciomercato
| Acquisti | Acquisti          | Acquisti  | Acquisti |
| R.       | Nome              | da        | Modalità |
| -------- | ----------------- | --------- | -------- |
| C        | Aldo Biffi        | Comense   | -        |
| C        | Guerrino Cattaneo | Varese    | -        |
| A        | Luigi Cresta      | Vogherese | -        |
| C        | Pietro Maestroni  | Pirelli   | -        |
| C        | Mario Malatesta   | Lazio     | -        |
| A        | Mario Romani      | SPAL      | -        |

| Cessioni | Cessioni              | Cessioni      | Cessioni |
| R.       | Nome                  | a             | Modalità |
| -------- | --------------------- | ------------- | -------- |
| P        | Giuseppe Carmignato   | GC Vigevanesi | -        |
| C        | Giuseppe Fiammenghi   | GC Vigevanesi | -        |
| C        | Arrigo Fibbi          | GC Vigevanesi | -        |
| A        | Piero Pastore         | Lazio         | -        |
| A        | Giuseppe Santagostino | Catanzarese   | -        |
| A        | Roberto Sternisa      | Messina       | -        |

## Risultati

### Serie A

#### Girone di andata
| Arbitro: | Dattilo (Roma) |

|                     |           |                         |
| Scategni 7’ Gay 26’ | Marcatori | 60’ Kossovel 66’ Romani |

| Arbitro: | Turbiani (Ferrara) |

|                 |           |                |
| Romani 46’, 80’ | Marcatori | 33’ Costantino |

| Arbitro: | Ciamberlini (Genova) |

|                       |           |              |
| Tansini 25’ Corsi 47’ | Marcatori | 55’ Magnozzi |

| Arbitro: | Mazzarini (Roma) |

|  |           |                                                |
|  | Marcatori | 15’ Benatti 47’ (rig.) Vojak I 89’ Sallustro I |

| Arbitro: | Mastellari (Bologna) |

|                                  |           |                  |
| Rossi 6’, 73’ Agosteo 34’ (rig.) | Marcatori | 12’ Mario Romani |

| Arbitro: | Gonani (Ravenna) |

|                 |           |                  |
| Romani 65’, 70’ | Marcatori | 30’ Chiecchi III |

| Arbitro: | Scorzoni (Bologna) |

|                                                      |           |                                              |
| Demaria I 2’, 25’ Mihalic 6’ Levratto 44’ Meazza 76’ | Marcatori | 10’, 79’ Magnozzi 59’ Arcari III 74’ Moretti |

| Arbitro: | Mattea (Torino) |

|                                          |           |                                  |
| Romani 3’, 17’ Torriani 21’ Magnozzi 76’ | Marcatori | 52’ Godigna 63’ (rig.) Orlandini |

| Arbitro: | Turbiani (Ferrara) |

|                |           |                |
| Piola 51’, 67’ | Marcatori | 74’ Arcari III |

| Arbitro: | Scarpi (Dolo) |

|                                     |           |                         |
| Arcari III 33’ (rig.) Malatesta 47’ | Marcatori | 7’ Borel I 15’ Galluzzi |

| Arbitro: | Bertoli (Vicenza) |

|  |           |               |
|  | Marcatori | 2’, 5’ Romani |

| Arbitro: | Bevilacqua (Viareggio) |

|                                                           |           |                               |
| Arcari III 32’ (rig.) Magnozzi 34’ Moretti 54’ Romani 80’ | Marcatori | 10’ Bo 67’ Rossetti 86’ Prato |

| Arbitro: | Mattea (Torino) |

|                         |           |                     |
| Ottani 34’ Schiavio 59’ | Marcatori | 58’, 84’ Arcari III |

| Arbitro: | Scorzoni (Bologna) |

|  |           |   |
|  | Marcatori | . |

| Arbitro: | Turbiani (Ferrara) |

|             |           |              |
| Moretti 62’ | Marcatori | 46’ Borel II |

| Arbitro: | Turbiani (Ferrara) |

|               |           |                       |
| Rosa 66’, 75’ | Marcatori | 18’ (rig.) Arcari III |

| Arbitro: | Bertoli (Vicenza) |

|                                         |           |  |
| Arcari III 4’ Torriani 48’ Magnozzi 72’ | Marcatori |  |

#### Girone di ritorno
| Arbitro: | Mazza (Genova) |

|                       |           |  |
| Romani 37’ Moroni 81’ | Marcatori |  |

| Arbitro: | Scorzoni (Bologna) |

|                                           |           |  |
| Volk 9’ Fasanelli 23’ Costantino 40’, 65’ | Marcatori |  |

| Arbitro: | Gonani (Ravenna) |

|                                                                    |           |                                  |
| Torriani 42’ Kossovel 48’ Moretti 52’, 59’ Magnozzi 82’ Romani 84’ | Marcatori | 57’ Tansini 89’ (aut.) Bonizzoni |

| Arbitro: | Bertoli (Vicenza) |

|  |           |                    |
|  | Marcatori | 59’ (rig.) Moretti |

| Arbitro: | Bonivento (Venezia) |

|                                               |           |  |
| Cattaneo 13’ Romani 61’, 68’, 76’ Moretti 87’ | Marcatori |  |

| Arbitro: | Dattilo (Roma) |

|                 |           |  |
| Banchero II 66’ | Marcatori |  |

| Arbitro: | Melandri (Genova) |

|            |           |                                       |
| Moretti 7’ | Marcatori | 55’ Meazza 66’ Levratto 78’ Demaria I |

| Arbitro: | Carraro (Padova) |

|                             |           |                         |
| Sala 32’ (rig.) Esposto 46’ | Marcatori | 15’ Romani 48’ Magnozzi |

| Arbitro: | Scarpi (Dolo) |

|                           |           |           |
| Malatesta 15’ Moretti 46’ | Marcatori | 86’ Piola |

| Arbitro: | Scorzoni (Bologna) |

|                                                 |           |              |
| Pitto 37’ Sarni 42’ Borel I 62’, 74’ Gringa 89’ | Marcatori | 87’ Magnozzi |

| Arbitro: | Mastellari (Bologna) |

|                                |           |                                      |
| Arcari III 64’, 87’ Romani 73’ | Marcatori | 5’ Scagliotti 20’ Notti 55’ Riccardi |

| Torino 25 maggio 1933 29ª giornata | Torino              | 0 – 0 | Milan | Stadio Filadelfia\| Arbitro: \| Bonivento (Venezia) \| |
| Arbitro:                           | Bonivento (Venezia) |       |       |                                                        |

| Arbitro: | Mattea (Torino) |

|  |           |                               |
|  | Marcatori | 28’, 68’ Schiavio 52’ Biavati |

| Arbitro: | Scarpi (Dolo) |

|                           |           |  |
| Guarisi 3’ Fantoni II 81’ | Marcatori |  |

| Arbitro: | Dattilo (Roma) |

|                                   |           |  |
| Borel II 16’, 67’ Sernagiotto 59’ | Marcatori |  |

| Arbitro: | Turbiani (Ferrara) |

|                         |           |                       |
| Magnozzi 17’ Romani 66’ | Marcatori | 48’ Baldi 80’ Palumbo |

| Casale Monferrato 25 giugno 1933 34ª giornata | Casale            | 0 – 0 | Milan | Stadio Natale Palli\| Arbitro: \| Gianelli (Genova) \| |
| Arbitro:                                      | Gianelli (Genova) |       |       |                                                        |

## Statistiche

### Statistiche di squadra
| Competizione | Punti | In casa | In casa | In casa | In casa | In casa | In casa | In trasferta | In trasferta | In trasferta | In trasferta | In trasferta | In trasferta | Totale | Totale | Totale | Totale | Totale | Totale | DR |
| Competizione | Punti | G       | V       | N       | P       | Gf      | Gs      | G            | V            | N            | P            | Gf           | Gs           | G      | V      | N      | P      | Gf     | Gs     | DR |
| ------------ | ----- | ------- | ------- | ------- | ------- | ------- | ------- | ------------ | ------------ | ------------ | ------------ | ------------ | ------------ | ------ | ------ | ------ | ------ | ------ | ------ | -- |
| Serie A      | 32    | 17      | 9       | 5       | 3       | 39      | 27      | 17           | 2            | 5            | 10           | 18           | 35           | 34     | 11     | 10     | 13     | 57     | 62     | -5 |

### Statistiche dei giocatori
| Giocatore      | Serie A  | Serie A |
| Giocatore      | Presenze | Reti    |
| -------------- | -------- | ------- |
| P. Arcari      | 29       | 10      |
| A. Biffi       | 16       | 0       |
| G. Bonizzoni   | 30       | 0       |
| G. Cattaneo    | 13       | 1       |
| D. Compiani    | 31       | -55     |
| L. Cresta      | 9        | 0       |
| A. Kossovel    | 29       | 2       |
| R. G. Lombardo | 3        | -7      |
| P. Maestroni   | 1        | 0       |
| M. Magnozzi    | 32       | 10      |
| M. Malatesta   | 6        | 2       |
| G. Marchi      | 8        | 0       |
| G. Moretti     | 30       | 9       |
| L.O. Moroni    | 23       | 1       |
| R. Pedezzi     | 2        | 2       |
| L. Perversi    | 34       | 0       |
| F. Pomi        | 27       | 0       |
| M. Romani      | 31       | 19      |
| G. Rossi       | 0        | 0       |
| A. Schienoni   | 4        | 0       |
| G. Torriani    | 16       | 3       |